# Ladik
Ladik là một huyện thuộc tỉnh Samsun, Thổ Nhĩ Kỳ. Huyện có diện tích 465 km² và dân số thời điểm năm 2007 là 18394 người, mật độ 40 người/km².